# تشاتشاي بوتدي
تشاتشاي بوتدي (بالتايلندية: ฉัตร์ชัย บุตรดี) (مواليد 26 مارس 1985) هو ملاكم تايلاندي، مثّل بلاده في الألعاب الأولمبية الصيفية 2012.

## روابط خارجية
تشاتشاي بوتدي على موقع بوكس ريك (الإنجليزية) (registration required)
- تشاتشاي بوتدي على موقع اللجنة الأولمبية الدولية (الإنجليزية)
- تشاتشاي بوتدي على موقع أوليمبيديا (الإنجليزية)